# Toni der Hüttenwirt
Toni der Hüttenwirt ist eine Heftromanserie aus dem Kelter-Verlag.

## Daten
Die Serie startete 2004 mit dem Untertitel Liebe, Berge, Leidenschaft, der später zu … weiß um die Wunderkräfte der Natur geändert wurde. Inzwischen sind über 380 Bände erschienen. Eine zweite Auflage erscheint seit 2009 und hat mittlerweile rund 100 Ausgaben erreicht. Eine Sammelbandausgabe erreichte von 2007 an bis 2010 dreißig Ausgaben. Ebenfalls 2007 brachte der Weltbild-Verlag ein Buch mit sechs Romanen der Serie in einem Band. Die Serie wird von Friederike von Buchner geschrieben.

## Handlung
Der Protagonist der Serie ist Toni, der Wirt einer Berghütte. Er lernt eine Frau kennen, die aus einer anderen Gegend stammt, und verliebt sich in diese.